# Eticoga
Eticoga é uma vila e secção do sector de Uno, principal povoação da ilha de Orango, no arquipélago dos Bijagós, na Guiné-Bissau, com uma população de cerca de 2000 pessoas (2017). Em 2017 era régulo Augusto Fernandes Pereira, de 92 anos.
Eticoga é constituída por casas de adobe cobertas de palha, ligadas por caminhos de terra batida e areia, com uma população de agricultores e pescadores.
De acordo com os dados recolhidos em 1946 por Adolfo Gomes Ramos, ao serviço do governador da Guiné Portuguesa, Eticoga foi fundada por Onkutaqué, rei de Orango, do clã Ominka, que mais tarde ali fez construir uma casa de alvenaria coberta de telha.
Aqui viveu Okinca Pampa, última rainha dos bijagós, que resistiu à colonização portuguesa. Okinka Pampa morreu em 1930, mais ainda hoje se cumpre o ritual de lhe pedir autorização antes de entrar na tabanca. Aqui se encontra o seu túmulo, constituindo-se como um lugar sagrado para os bijagós.
Na tabanca existe o Jardim Infantil Netos Pampa, duas escolas primárias e um liceu, num total de cerca de 300 alunos.